# عشرب شبه دويري
عشرب شبه دويري (الاسم العلمي:Exacum subverticillatum) هو نوع من النباتات يتبع جنس العشرب من الفصيلة الجنطيانية.